# Flevoland
Flevoland (niderl. Provincie Flevoland) – najmłodsza z holenderskich prowincji, utworzona 1 stycznia 1986 roku, położona w środkowej części kraju.
Ustanowienie prowincji było ukoronowaniem projektu stworzenia pięciu nowych polderów po wybudowaniu zapory odgradzającej Afsluitdijk.
Struktura wyznaniowa
- Katolicyzm – 13%
- Protestantyzm – 25%

## Podział administracyjny
Prowincja jest podzielona na 6 gmin:
1. Almere
2. Dronten
3. Lelystad
4. Noordoostpolder
5. Urk
6. Zeewolde